# Trischistoma arenicola
Trischistoma arenicola is een rondwormensoort uit de familie van de Tripylidae. De wetenschappelijke naam van de soort is voor het eerst geldig gepubliceerd in 1881 door de Man.